# Liste der Kulturgüter in Ermensee
Die Liste der Kulturgüter in Ermensee enthält alle Objekte in der Gemeinde Ermensee im Kanton Luzern, die gemäss der Haager Konvention zum Schutz von Kulturgut bei bewaffneten Konflikten, dem Bundesgesetz vom 20. Juni 2014 über den Schutz der Kulturgüter bei bewaffneten Konflikten sowie der Verordnung vom 29. Oktober 2014 über den Schutz der Kulturgüter bei bewaffneten Konflikten unter Schutz stehen.
Es sind keine Objekte der Kategorien A und B im Gemeindegebiet ausgewiesen, Objekte der Kategorie C fehlen zurzeit (Stand: 1. Januar 2023). Unter übrige Baudenkmäler sind zusätzliche Objekte zu finden, die im kantonalen Denkmalverzeichnis verzeichnet sind.

## Übrige Baudenkmäler
| ID | Foto |                                                              | Objekt             | Typ | Standort                             | Beschreibung |
| -- | ---- | ------------------------------------------------------------ | ------------------ | --- | ------------------------------------ | ------------ |
| 5  | BW   | Datei hochladen                                              | Untere Mühle       | G   | Mühlestrasse 21 660537 / 231435      |              |
| 33 | BW   | Datei hochladen                                              | Bauernhaus Elmiger | G   | Mühlestrasse 6 660855 / 231140       |              |
| 39 | ja   | Datei hochladen · Wikidata zu Kapelle St. Jakob (Q119625106) | Kapelle St. Jakob  | G   | Luzernerstrasse 3.2 660896 / 231084  |              |
| 61 | BW   | Datei hochladen                                              | Obere Mühle        | G   | Richenseerstrasse 10 660939 / 230750 |              |

Legende: Siehe Legende der Liste der Kulturgüter von nationaler und regionaler Bedeutung. Anstelle der KGS-Nummer wird als Objekt-Identifikator (ID) die Gebäudenummer im kantonalen Denkmalverzeichnis verwendet.